# 納帕耶德拉
納帕耶德拉是捷克的城鎮，位於該國東南部，距離首府茲林13公里，由茲林州負責管轄，始建於1362年，面積19.8平方公里，海拔高度200米，2011年人口7,497。